# Privesa planipennis
Privesa planipennis är en insektsart som först beskrevs av Maximilian Spinola 1839.  Privesa planipennis ingår i släktet Privesa och familjen Ricaniidae. Inga underarter finns listade i Catalogue of Life.